# Aidia heterophylla
Aidia heterophylla är en måreväxtart som beskrevs av Colin Ernest Ridsdale. Aidia heterophylla ingår i släktet Aidia och familjen måreväxter. Inga underarter finns listade i Catalogue of Life.